# Jazz rap
Il jazz rap (o jazz hop) è uno stile musicale di fusione tra l'alternative hip hop ed il jazz, sviluppato nell'ultima parte degli anni 1980 e nei primi anni 1990.
Dal punto di vista musicale si potrebbe definire come acid jazz (spesso suonato dal vivo piuttosto che campionato) su cui sono innestate delle liriche cantate in stile rap.
I testi sono spesso di stampo intellettuale, a sfondo sociopolitico o afrocentrico.
Il jazz rap non è mai diventato genere di risalto generale, rimanendo circoscritto ad una cerchia relativamente piccola di amanti di questo stile.
Benché alcuni dicano che sia stato Gil Scott-Heron l'ideatore e primo realizzatore del jazz rap, il genere nacque nel 1988 con la pubblicazione del singolo di debutto di Gang Starr (Words I Manifest, che campiona Charlie Parker) e Stetsasonic (Talkin' All That Jazz, che campiona Lonnie Liston-Smith).  Un anno dopo, l'LP di debutto di Gang Starr, No More Mr. Nice Guy ed i loro lavori sulla colonna sonora di Mo' Better Blues, e del disco di debutto dei De La Soul 3 Feet High and Rising hanno dimostrato rimarcabile influenza sullo sviluppo di questo genere musicale.
Una volta entrati nella Native Tongues Posse, i De La Soul realizzarono altri importanti album jazzy, incluso quello di debutto dei Jungle Brothers Straight Out the Jungle (1988) e quello di debutto di A Tribe Called Quest People's Instinctive Travels and the Paths of Rhythm (1990).
Il successivo album degli ATCQ, The Low End Theory (1991), incluse solo una piccola parte di suoni jazz, ma ottenne ugualmente un grande successo dalla critica, diventando uno dei più influenti album hip hop del decennio, comprendente anche una collaborazione del bassista jazz Ron Carter. Nonostante il limitato successo sul mainstream musicale, un personaggio di primissimo piano come Miles Davis, nel suo ultimo album, pubblicato postumo nel 1992, Doo-Bop, si basò su beat hip hop e la collaborazione con l'MC Easy Mo Bee.   Anche l'ex componente della band di Davis, Herbie Hancock ritornò all'hip hop a metà degli anni '90, dopo aver collaborato ai primi passi del genere nei primi anni '80 con il singolo Rockit, pubblicando l'album Dis Is Da Drum.
Un altro jazzista attirato dai beat hip hop fu Branford Marsalis, che collaborò con DJ Premier dei Gang Starr nel suo progetto Buckshot LeFonque.  L'album di Digable Planets Reachin' (A New Refutation of Time and Space) ottenne un'acclamazione dalla critica e solitamente viene considerato il primo album coesivo di jazz rap.  I lavori Freestyle Fellowship and Aceyalone sono un particolare sviluppo di fusione tra jazz ed hip hop, costruiti sullo stile precedente del jazz rap includendo elementi jazz come inusuali metriche e voci influenzate dallo scat.
Negli ultimi anni novanta ed all'inizio del 2000, il primo progetto di Guru Jazzmatazz ospitava musicisti jazz che hanno realizzato i loro lavori dal vivo in studio, è forse l'album jazz rap più amato dalla critica: attraverso i suoi tre volumi assembla grandi del jazz come Freddie Hubbard, Donald Byrd, Courtney Pine, Herbie Hancock, Kenny Garrett e Lonnie Liston Smith assieme a grandi dell'hip hop come Kool Keith, MC Solaar e lo stesso collega di Guru, DJ Premier.
The Roots, la live band che include MC Black Thought, hanno ottenuto un certo successo commerciale, nonostante le influenze jazz sui loro lavori sia diventato meno prominente nella progressione della loro carriera, mentre il sassofonista ed MC inglese Soweto Kinch ha ottenuto positive impressioni dalla critica ed un moderato successo commerciale con il suo album di debutto Conversations With The Unseen nel 2003.